# Superintendência de Seguros Privados
A Superintendência de Seguros Privados (SUSEP) é uma autarquia da Administração Pública Federal brasileira, com sede no Rio de Janeiro, responsável pela autorização, controle e fiscalização dos mercados de seguros, previdência complementar aberta,  capitalização e resseguros no Brasil. No âmbito dos seguros, fiscaliza tanto os privados como os públicos obrigatórios, tais como o DPVAT.
Atualmente, com servidores distribuídos entre quatro diretorias, fiscaliza mais de 356 empresas, sendo 20 de Capitalização, 24 Corretores de Resseguro, 23 Entidades de Previdência Complementar Aberta, 119 Resseguradoras, 123 Seguradoras e 47 empresas em regimes especiais (por estarem em fase de liquidação, intervenção ou direção fiscal). Também é responsável por regular e supervisionar os mais de 70.000 corretores de seguros.